# Rissom Gebre Meskei
Rissom Gebre Meskei (* 19. September 1941) ist ein ehemaliger äthiopischer Radrennfahrer.

## Sportliche Laufbahn
Rissom Gebre Meskei war Teilnehmer der Olympischen Sommerspiele 1972 in München. Im Mannschaftszeitfahren wurde das Team in der Besetzung Mehari Okubamicael, Rissom Gebre Meskei, Fisihasion Ghebreyesus und Tekeste Woldu 28. von 36 gestarteten Mannschaften. Im olympischen Straßenrennen schied er beim Sieg von Hennie Kuiper aus.